# Румыния на зимних Олимпийских играх 1992
Румыния принимала участие в Зимних Олимпийских играх 1992 года в Альбертвиле (Франция) в четырнадцатый раз за свою историю, но не завоевала ни одной медали. Сборную страны представляли 23 спортсмена: 14 мужчин и 9 женщин. Они соревновались в 8 видах спорта:
- горнолыжный спорт
- биатлон
- бобслей
- лыжные гонки
- фигурное катание: Мариус Негра неудачно откатал короткую программу и не был допущен к произвольной, заняв в итоге 27 место,
- конькобежный спорт: Жолт Бало — 36 место с результатом 39.70 на дистанции 500 м (мужчины),
- санный спорт
- прыжки с трамплина.

Флаг на церемонии открытия нёс Йоан Апостол.
Самой юной участницей сборной была 18-летняя биатлонистка Даниэла Гырбача, самым старшим участником был 37-летний бобслеист Пауль Нагу.

## Результаты
Лучшей среди женщины стала конькобежка Михаэла Даскэлу, которая на дистанции 1000 метров показала время 1:22.85 и заняла 6 место.
Биатлонистки: Адина Цуцулан-Шотропа, Михаэла Кырстой, Илеана Ианошиу-Ханган — заняли 10 место в эстафете 3 × 7,5 км.
Лучшими среди мужчин стали саночники Константин-Ливиу Чепой и Йоан Апостол, занявшие 4 место в заездах двоек.